# Somerset (wyspa)
Wyspa Somerset (ang. Somerset Island) – kanadyjska wyspa na Oceanie Arktycznym, należąca do Archipelagu Arktycznego, administracyjnie należy do terytorium Nunavut. Jej powierzchnia wynosi 24 786 km², co czyni ją 46. największą wyspą na świecie, 12. kanadyjską wyspą pod względem wielkości i 10. w Archipelagu Arktycznym. Wyspa jest niezamieszkana.

## Historia
Około 1000 roku n.e. północna część wybrzeża wyspy Somerset zamieszkana była przez przodków Inuitów, tzw. lud Thule. Thule zostawili po sobie ślady bytności w postaci kości wielorybów, tuneli i kamiennych ruin.

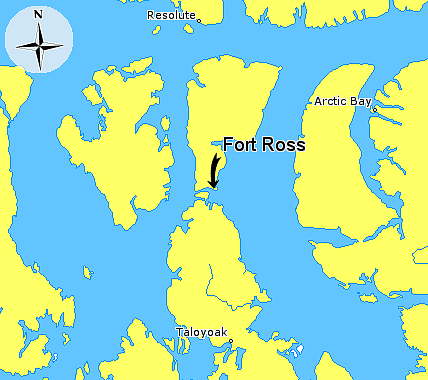
Położenie Fort Ross

Pierwszym Europejczykiem, który według źródeł historycznych zobaczył wyspę, był William Edward Parry w 1819 roku.

### Ekspedycje badawcze
HMS Fury był arktycznym statkiem badawczym dowodzonym przez Henry’ego Parkynsa Hoppnera. Został uszkodzony przez lód podczas zimowania i porzucony 25 sierpnia 1825 r. w miejscu, które od tego czasu nazywane jest Fury Beach. Jej zapasy zostały wyładowane na plażę, a później przyszły na ratunek Johnowi Rossowi, który podróżował lądem do opuszczonego schowka, gdy stracił swój statek dalej na południe w Zatoce Boothia podczas swojej wyprawy w 1829 roku.
James Clark Ross był bratankiem Johna Rossa i towarzyszył mu w wyprawie z 1829 roku. Pod koniec 1848 roku James Clark Ross powrócił na wyspę Somerset, lądując na zimę dwoma statkami w Port Leopold na północno-wschodnim wybrzeżu. W kwietniu następnego roku rozpoczął eksplorację wyspy saniami.
Roald Amundsen przepłynął przez przejście między Somerset, a Wyspą Księcia Walii na statku Gjøa w pierwszym udanym trawersie Przejścia Północno-Zachodniego w 1904 roku. Henry Larsen przepłynął przez przejście w St Roch w drugim udanym przejściu w 1943 roku. Stwierdził jednak, że trasa ta była niebezpiecznie zalodzona, a także zbyt płytka dla podróży komercyjnych.

### Fort Ross i historia wyspy po 1948
W 1937 roku na południowo-wschodnim wybrzeżu wyspy Kompania Zatoki Hudsona założyła placówkę handlową Fort Ross (72°00′00″N, 94°13′59″W). Jednakże 11 lat później, ze względu na ciężkie warunki i trudny dostęp do placówki, Fort Ross okazał się nieekonomiczny i został zamknięty. Po jego zamknięciu wyspa pozostała niezamieszkana, z wyjątkiem okazjonalnego wykorzystywania dawnego sklepu i domu kierownika jako schronienia przez eskimoskich łowców karibu z Taloyoak oraz małej osady w Creswell Bay, która po 1967 r. składała się wyłącznie z rodziny Timothy’ego Idlouta i Naomi Nangat. Rodzina Idlout opuściła wyspę Somerset w 1991 r., pozostawiając ją całkowicie niezamieszkaną. W 2006 roku CBC’s The National włączył Fort Ross do specjalnej serii poświęconej zmianom klimatycznym.
Ze względu na ruiny, dziką naturę oraz łatwy dostęp z Resolute, północne wybrzeże wyspy stało się popularnym celem turystycznym. Arctic Watch Lodge, obiekt turystyczny zbudowany w 1992 roku, znajduje się na wyspie Somerset. Arctic Watch został założony w Cunningham Inlet ze względu na dużą liczbę wielorybów bieługi, które gromadzą się tam latem. Arctic Watch Lodge jest prowadzony przez Richarda Webera i Josée Auclair. Na miejscu znajduje się prywatne lądowisko Arctic Watch Lodge Aerodrome.